# USS Ronald Reagan (CVN-76)
«Рональд Рейган» — (англ. USS Ronald Reagan (CVN-76)) — американский авианосец, девятый корабль типа «Нимиц». Назван в честь 40-го президента США Рональда Рейгана.

## История
Заложен 12 февраля 1998 года, спущен на воду 4 марта 2001 года, введён в состав флота 12 июля 2003 года.
Авианосец «Рональд Рейган» стал одним из немногих кораблей американского флота названных в честь живущего человека, и первым названным в честь живущего президента. В церемонии спуска на воду участвовали бывший президент Соединённых Штатов Джордж Буш и бывшая первая леди Нэнси Рейган, сам Рональд Рейган не смог присутствовать из-за болезни Альцгеймера. Рональд Рейган скончался через 11 месяцев после введения авианосца в состав флота США
Авианосец имеет два отличия от кораблей этой серии.
Во-первых — вместо четырёх тормозных тросов у него их три. При этом сэкономленное место пошло на установку более мощных тормозных систем, позволяющих принимать более тяжёлые самолеты.
Во-вторых — для усиления остойчивости корабля при сильном волнении, этот авианосец, оборудован бульбообразной носовой частью — форштевнем.
Порт приписки авианосца — Сан-Диего, штат Калифорния.
Каюта командира авианосца Терри Крафта — копия Красной комнаты Белого дома, кабинета, в котором любил работать Рональд Рейган в пору своего президентства. Там же установлен стол, за которым Рейган работал, будучи губернатором Калифорнии.

## Учения Joint Task Force Exercise 06-2
В ходе учений, в декабре 2005, была задействована НАПЛ Швеции Готланд, подлодке удалось условно потопить авианосец и при этом остаться незамеченной.

## Происшествия
В 2020 году экипаж авианосца «Рональд Рейган» затронула эпидемия коронавируса COVID-19. По данным на 30 марта двое членов корабельной команды оказались инфицированы коронавирусом. Помимо «Рональда Рейгана» от вируса пострадали также экипажи авианосцев «Нимиц» и «Теодор Рузвельт».